# ジェームズ・バズビー

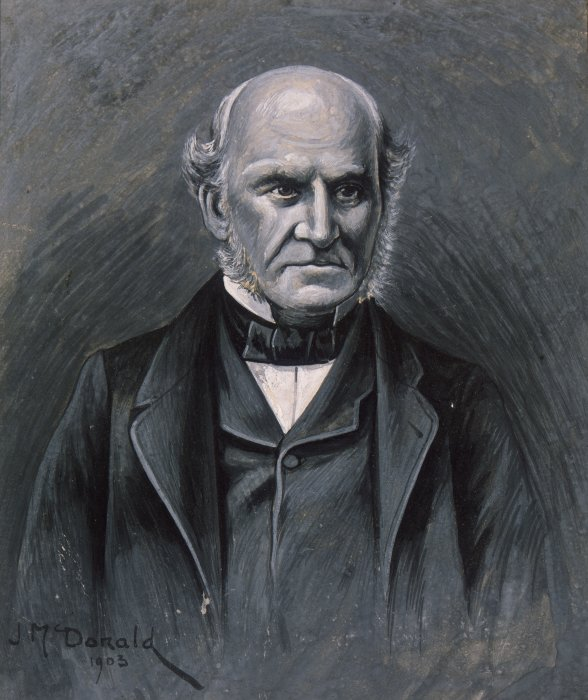
ジェームズ・バズビー

ジェームズ・バズビー（James Busby, 1801年2月10日 - 1871年7月31日）はイギリスの政治家。1833年から1840年にかけてニュージーランドへ派遣され、現地の政府代理としてマオリとの交渉にあたった。しかし、ワイタンギ条約締結前であったため、その法的地位は不明確で、イギリス人を監督する権限やマオリとの独断交渉を行う権限は与えられておらず、当時頻発していたニュージーランド内の情勢不安対策と、それを非難する世論への対策として派遣されたと見られている。「オーストラリアワインの父」として知られる。